# 行什
行什是中国古代建筑上的脊兽，仅在太和殿殿脊上可见。因排行第十，就叫它“行什”。其手拿金刚宝杵，会降魔，有翅膀，是传说中雷震子的化身。
中国传統木构建筑最怕遭遇雷击，因此行什成为防雷的象徵。清代人认为行什是猴子。

## 圖集

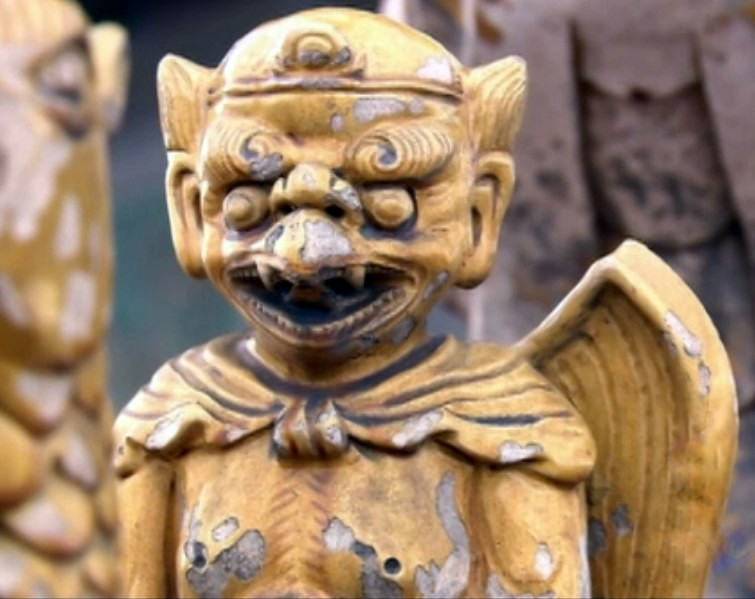
太和殿殿顶的行什1
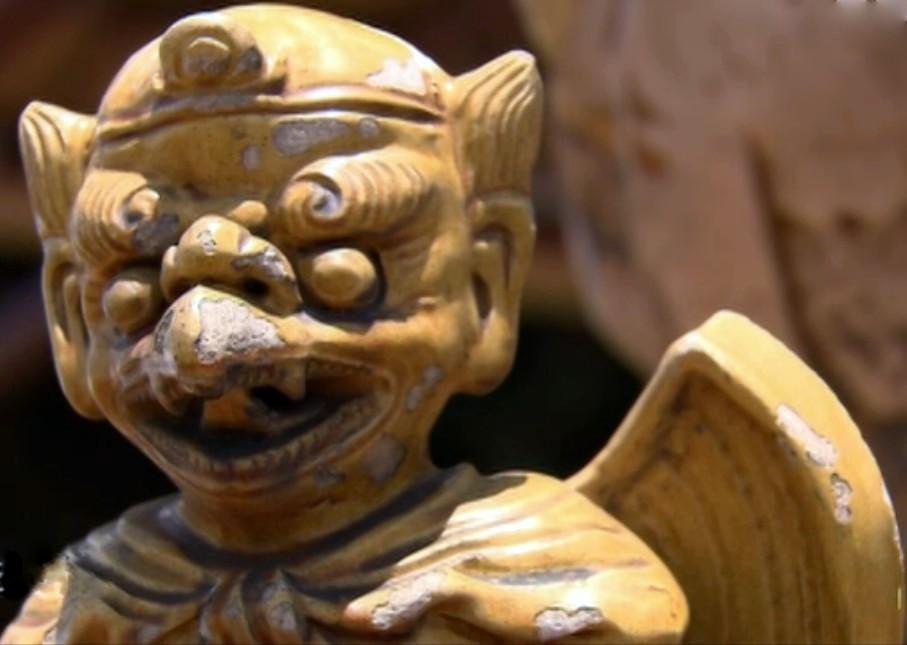
太和殿殿顶的行什2
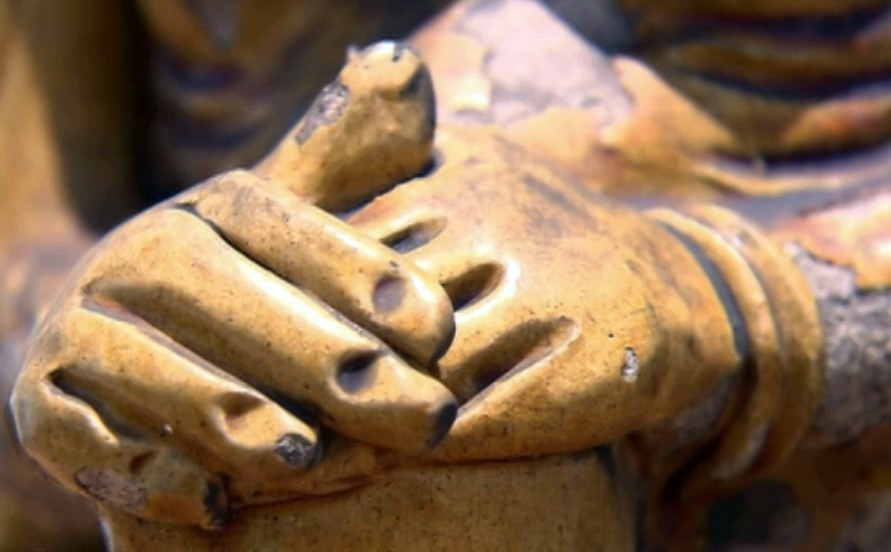
太和殿殿顶的行什3
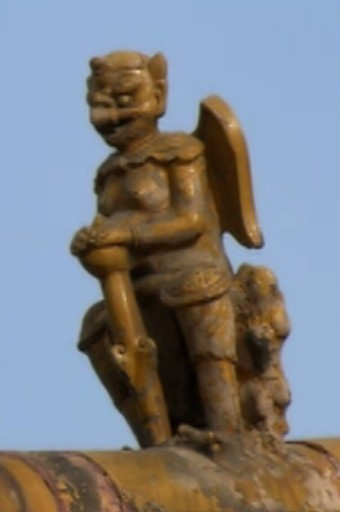
太和殿殿顶的行什4
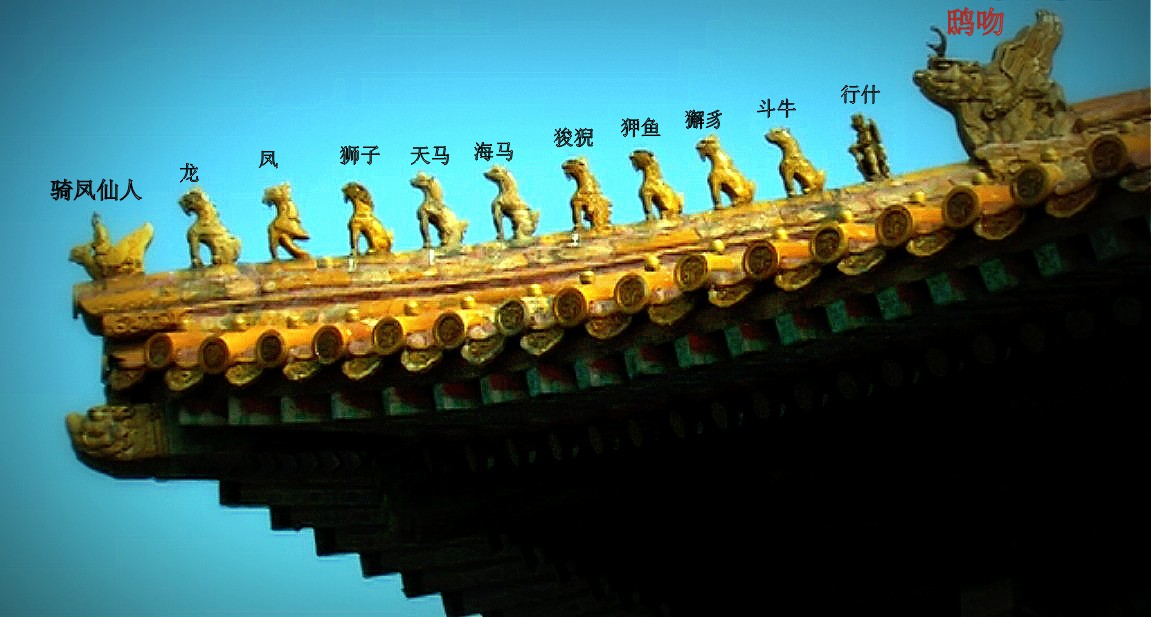
太和殿殿顶的神獸排列